# Alfredo da Motta
Alfredo da Motta, né le 12 janvier 1921 à Rio de Janeiro, où il est mort le 22 avril 1998, est un ancien joueur brésilien de basket-ball.

## Palmarès
- 3e des Jeux olympiques 1948
- Finaliste du championnat du monde 1954